# Federico García Godoy
Federico García Godoy (Santiago de Cuba, 25 de diciembre de 1857 - La Vega el 12 de febrero de 1924) fue un escritor dominicano de origen cubano.

## Biografía
Nació en Santiago de Cuba el 25 de diciembre de 1857. Novelista, crítico literario, historiador, periodista y educador. Hijo de Federico García Copley (hijo de Federico García y Rose Copley) y de Josefa Godoy Agostini (hija del catalán Joaquín Godoy i Riera y la cubana Cayetana Agostini Cortes, hermana de Armando Godoy Agostini y tía de Enrique Godoy Sayán). Llegó a la República Dominicana procedente de Cuba en 1868 a los once años de edad, adquiriendo la nacionalidad dominicana en 1888. Recibió la primera educación formal de parte de su padre y luego ingresó al Colegio San Luis Gonzaga de Santo Domingo. Después de vivir algunos años entre Puerto Plata y la capital dominicana, fijó su residencia en La Vega. Desde allí combatió la primera intervención norteamericana a la República Dominicana y desarrolló gran parte de sus actividades intelectuales. Fue el crítico literario más sagaz y de mayor cultura de su época. Sus investigaciones literarias y sus estudios críticos trascendieron la geografía nacional llegando hasta otros países latinoamericanos y europeos donde fueron difundidos en publicaciones como Revue Hispanique, de Francia y varias revistas importantes de España e Hispanoamérica. Fundó los periódicos El Esfuerzo (1880), El Pueblo (1889) y El Día (1914) en La Vega, y la revista literaria Patria (1910).
Además de novelista, escribió sobre historia, política y crítica literaria. Tiene el mérito de ser el primer narrador dominicano en incorporar la historia nacional contemporánea a la narrativa criolla. Se valió de sus novelas Rufinito, Alma dominicana y Guanuma, pero sobre todo del su libro de ensayos históricos-políticos El derrumbe para divulgar la historia patria, para enjuiciar las actuaciones de los protagonistas de la historia dominicana y para reafirmar el nacionalismo que proyectó en todos sus escritos. Poseyó una de las bibliotecas personales más ricas de su época en el país, la cual terminó consumida por un incendio poco tiempo antes de su muerte, ocurrida en La Vega el 12 de febrero de 1924.